# Liste der Kirchen in der Propstei Neustrelitz

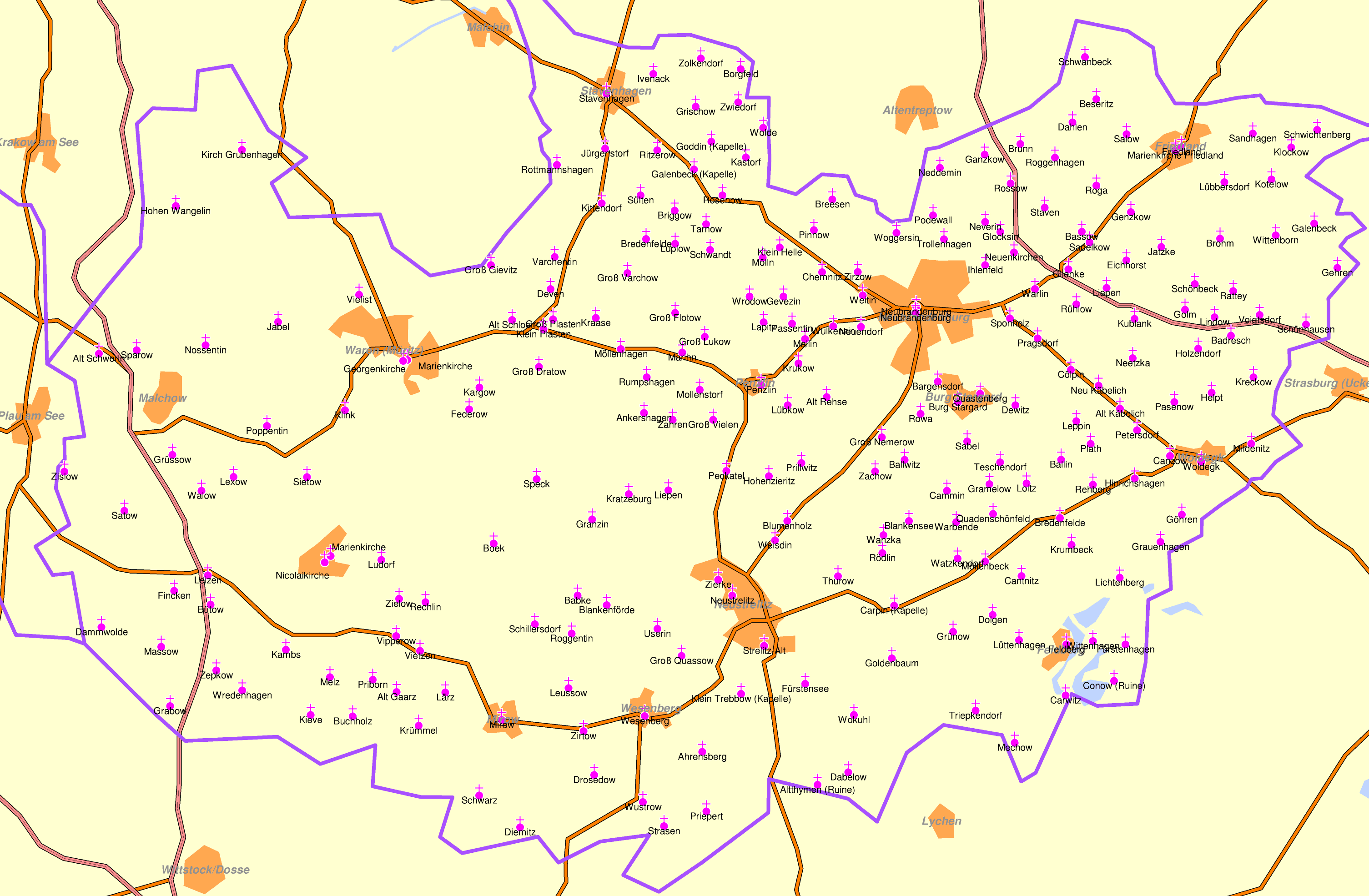
Propstei Neustrelitz

Die Liste ist eine vollständige Auflistung aller Kirchengebäude der Propstei Neustrelitz im Kirchenkreis Mecklenburg der Evangelisch-Lutherischen Kirche in Norddeutschland („Nordkirche“). Bis zur Gründung der Nordkirche zu Pfingsten 2012 war das Territorium Bestandteil des Kirchenkreises Güstrow sowie des Kirchenkreises Stargard der Evangelisch-Lutherischen Landeskirche Mecklenburgs.
Folgende Landkreise Mecklenburg-Vorpommerns und Brandenburgs sind teilweise oder insgesamt Bestandteil des Kirchenkreises und werden in der Liste mit Abkürzungen gekennzeichnet:
- MSE: Mecklenburgische Seenplatte, Mecklenburg-Vorpommern
- VG: Vorpommern-Greifswald, Mecklenburg-Vorpommern
- OHV: Oberhavel, Brandenburg

| Ort               | Kirchengemeinde                     | Kirche                                  | Kreis Koord. | Bauzeit                        | Besonderheiten | Abbildung                              |
| ----------------- | ----------------------------------- | --------------------------------------- | ------------ | ------------------------------ | --- | -------------------------------------- |
| Ahrensberg        | Wesenberg                           | Dorfkirche Ahrensberg                   | MSE Koord.   | 18. Jahrh.                     | Fachwerk |                                        |
| Alt Gaarz         | Schwarz/Lärz                        | Dorfkirche Alt Gaarz                    | MSE Koord.   | 19. Jahrh.                     | Holzbau von Buttel |                                        |
| Alt Käbelich      | Alt Käbelich                        | Dorfkirche Alt Käbelich                 | MSE Koord.   | 13. Jahrh.                     | Feldstein |                                        |
| Alt Schwerin      | Malchow                             | Dorfkirche Alt Schwerin                 | MSE Koord.   | 14. Jahrh.                     | Backstein, frühgotisches Portal, Turm von 1870, Frieseorgel aus Boitin |                                        |
| Alt Rehse         | Wulkenzin-Breesen                   | Dorfkirche Alt Rehse                    | MSE Koord.   | 19. Jahrh.                     | Feldstein/Backstein, neugotisch |                                        |
| Altthymen         | Fürstenberg/Havel                   | Dorfkirche Altthymen                    | OHV Koord.   | 19./21. Jahrh.                 | Backstein, neogotisch | Dorfkirche Altthymen                   |
| Ankershagen       | Möllenhagen/Ankershagen             | Dorfkirche Ankershagen                  | MSE Koord.   | 13. Jahrh.                     | Feldstein |                                        |
| Babke             | Schillersdorf                       | Dorfkirche Babke                        | MSE Koord.   | 20. Jahrh.                     | Backstein | Dorfkirche Babke                       |
| Badresch          | Kublank                             | Dorfkirche Badresch                     | MSE Koord.   | 13. Jahrh.                     | Feldstein | Kirche in Badresch                     |
| Ballin            | Bredenfelde                         | Dorfkirche Ballin                       | MSE Koord.   | 14./18. Jahrh.                 | Feldstein | Dorfkirche Ballin                      |
| Ballwitz          | Ballwitz                            | Dorfkirche Ballwitz                     | MSE Koord.   | 14. Jahrh.                     | Feldstein |                                        |
| Bargensdorf       | Burg Stargard                       | Dorfkirche Bargensdorf                  | MSE Koord.   | 15. Jahrh.                     | Feldstein |                                        |
| Bassow            | Warlin                              | Dorfkirche Bassow                       | MSE Koord.   |                                | Putzbau | Dorfkirche Bassow                      |
| Beseritz          | Schwanbeck                          | Dorfkirche Beseritz                     | MSE Koord.   | 13./19. Jahrh.                 | Feldstein, innen neugotisch | Kirche Beseritz                        |
| Blankenförde      | Schillersdorf                       | Dorfkirche Blankenförde                 | MSE Koord.   | 18. Jahrh.                     | Fachwerk | Dorfkirche Blankenförde                |
| Blankensee        | Wanzka                              | Dorfkirche Blankensee                   | MSE Koord.   | 16. Jahrh.                     | Feldstein | Dorfkirche Blankensee                  |
| Blumenholz        | Wanzka                              | Dorfkirche Blumenholz                   | MSE Koord.   | 18. Jahrh.                     | Fachwerk/Backstein | Dorfkirche Blumenholz                  |
| Boek              | Rechlin                             | St. Johannis (Boek)                     | MSE Koord.   | 19. Jahrh. (1847)              | Ziegelbau, neugotisch, Sauerorgel von 1853 |                                        |
| Borgfeld          | Ivenack                             | Dorfkirche Borgfeld                     | MSE Koord.   | 18. Jahrh.                     | Backstein |                                        |
| Bredenfelde       | Kittendorf                          | Dorfkirche Bredenfelde (Stavenhagen)    | MSE Koord.   | 19. Jahrh.                     | Feldstein, neugotischer Buttelbau |                                        |
| Bredenfelde       | Bredenfelde                         | Dorfkirche Bredenfelde (Woldegk)        | MSE Koord.   | 13. Jahrh.                     | Feldstein | Dorfkirche Bredenfelde (Woldegk)       |
| Breesen           | Breesen                             | Dorfkirche Breesen                      | MSE Koord.   | 18. Jahrh.                     | Fachwerk | Dorfkirche Breesen                     |
| Briggow           | Kittendorf                          | Dorfkirche Briggow                      | MSE Koord.   | 19. Jahrh.                     | Backstein | Dorfkirche Briggow                     |
| Brohm             | Schönbeck                           | Dorfkirche Brohm                        | MSE Koord.   | 13. Jahrh.                     | Feldstein, Fachwerkturm |                                        |
| Brunn             | Schwanbeck                          | Dorfkirche Brunn (Mecklenburg)          | MSE Koord.   | 14. Jahrh.                     | Feldstein |                                        |
| Buchholz          | Vipperow                            | Dorfkirche Buchholz                     | MSE Koord.   | 14. Jahrh.                     | Backstein, hölzerner Turm mit Durchfahrt, Altar 1600, Kanzel und Taufe mit Schnitzwerk 18. Jh.                                                                                    |                                        |
| Burg Stargard     | Burg Stargard                       | Stadtkirche Burg Stargard               | MSE Koord.   | 13./18. Jahrh.                 | Feldstein | Stadtkirche Burg Stargard              |
| Bütow             | Massow                              | Dorfkirche Bütow                        | MSE Koord.   | 14. Jahrh.                     | Feldstein/Ziegel |                                        |
| Cammin            | Ballwitz                            | Dorfkirche Cammin                       | MSE Koord.   | 14. Jahrh.                     | Feldstein |                                        |
| Cantnitz          | Bredenfelde                         | Dorfkirche Cantnitz                     | MSE Koord.   | 13. Jahrh.                     | Backstein | Dorfkirche Cantnitz                    |
| Canzow            | Woldegk                             | Dorfkirche Canzow                       | MSE Koord.   | 19. Jahrh.                     | Backstein, teilweise verputzt, neogotisch | Dorfkirche Canzow                      |
| Carpin            | Wanzka                              | Kapelle Carpin                          | MSE Koord.   | 20. Jahrh.                     | Holzhaus | Kapelle Carpin                         |
| Carwitz           | Woldegk                             | Dorfkirche Carwitz                      | MSE Koord.   | 18. Jahrh.                     | Fachwerk | Dorfkirche Carwitz                     |
| Chemnitz          | Breesen                             | Dorfkirche Chemnitz                     | MSE Koord.   | 14. Jahrh.                     | Feldstein | Dorfkirche Chemnitz                    |
| Conow             | Wanzka                              | Dorfkirche Conow                        | MSE Koord.   | 19. Jahrh.                     | Backstein, Buttel-Bau, außerdem Ruine 14. Jh. | Dorfkirche Conow                       |
| Cölpin            | Alt Käbelich                        | Dorfkirche Cölpin                       | MSE Koord.   | 13. Jahrh.                     | Feldstein |                                        |
| Dabelow           | Strelitzer Land                     | Dorfkirche Dabelow                      | MSE Koord.   | 19. Jahrh.                     | Fachwerk, Buttel-Bau |                                        |
| Dahlen            | Schwanbeck                          | Dorfkirche Dahlen                       | MSE Koord.   | 13. Jahrh.                     | Feldstein, Granitfünte |                                        |
| Dammwolde         | Massow                              | Dorfkirche Dammwolde                    | MSE Koord.   | 17. Jahrh. (1679)              | Fachwerk |                                        |
| Deven             | Schloen                             | Dorfkirche Deven                        | MSE Koord.   | 13. Jahrh.                     | Feldstein |                                        |
| Dewitz            | Burg Stargard                       | Dorfkirche Dewitz                       | MSE Koord.   | 13./18. Jahrh.                 | Putzbau, vorher Feldstein | Dorfkirche Dewitz                      |
| Diemitz           | Schwarz/Lärz                        | Dorfkirche Diemitz                      | MSE Koord.   | 18. Jahrh.                     | Backstein | Dorfkirche Diemitz                     |
| Dolgen            | Wanzka                              | Dorfkirche Dolgen                       | MSE Koord.   | 19. Jahrh.                     | Putzbau, kreisförmig mit Kuppeldach | Dorfkirche Dolgen                      |
| Drosedow          | Wesenberg                           | Dorfkirche Drosedow                     | MSE Koord.   | 19. Jahrh.                     | Backstein, neogotisch, Schnitzaltar 15. Jh. | Dorfkirche Drosedow                    |
| Eichhorst         | Eichhorst                           | Dorfkirche Eichhorst                    | MSE Koord.   | 14./19. Jahrh.                 | Feldstein, erw. in Backstein | Dorfkirche Eichhorst                   |
| Federow           | Waren St. Marien                    | Dorfkirche Federow                      | MSE Koord.   | 14. Jahrh. (1390)              | Feldstein, Hörspielkirche, Vorbau nach 1900, geschnitzter Altar mit Mittelkreuz und vier Türmchen, Kanzel mit ornamentaler Schnitzerei                                            |                                        |
| Feldberg          | Wanzka                              | Stadtkirche Feldberg                    | MSE Koord.   | 19. Jahrh.                     | Backstein, neugotisch | Kirche Feldberg                        |
| Fincken           | Massow                              | Dorfkirche Fincken                      | MSE Koord.   | 18. Jahrh.                     | Putzbau, Barock |                                        |
| Friedland         | Mariengemeinde                      | Pfarrkirche St. Marien                  | MSE Koord.   | 14. Jahrh.                     | Backstein | Marienkirche Friedland                 |
| Friedland         | Friedland                           | Nikolaikirche Friedland                 | MSE Koord.   | 13. Jahrh.                     | Feldstein, seit 1945 Ruine | Kirchenruine St. Nikolai               |
| Fürstenberg/Havel | Fürstenberg/Havel                   | Stadtkirche Fürstenberg/Havel           | OHV Koord.   | 19. Jahrh. (1845)              | Backstein, historisierend, von Buttel |                                        |
| Fürstenhagen      | Wanzka                              | Dorfkirche Fürstenhagen                 | MSE Koord.   | 19. Jahrh.                     | Backstein, historisierend, von Buttel | Dorfkirche Fürstenhagen                |
| Fürstensee        | Strelitzer Land                     | Dorfkirche Fürstensee                   | MSE Koord.   | 18. Jahrh.                     | Fachwerk | Dorfkirche Fürstensee                  |
| Galenbeck         | Schwichtenberg-Gehren               | Dorfkirche Galenbeck                    | MSE Koord.   | 14. Jahrh.                     | Feldstein, ungewöhnlicher Nordturm | Kirche Galenbeck                       |
| Galenbeck         | Ivenack                             | Kapelle Galenbeck                       | MSE Koord.   |                                | Putzbau, ehem. Grabkapelle | Kapelle Galenbeck                      |
| Ganzkow           | Neddemin                            | Dorfkirche Ganzkow                      | MSE Koord.   | 14. Jahrh.                     | Feldstein |                                        |
| Gehren            | Schwichtenberg-Gehren               | Dorfkirche Gehren                       | VG Koord.    | 14./18. Jahrh.                 | Feldstein, Fachwerkturm, textilbespannte Decke | Kirche Gehren                          |
| Genzkow           | Eichhorst                           | Dorfkirche Genzkow                      | MSE Koord.   | 14. Jahrh.                     | Feldstein | Dorfkirche Genzkow                     |
| Gevezin           | Mölln                               | Dorfkirche Gevezin                      | MSE Koord.   | 13./15. Jahrh.                 | Feldstein | Kirche in Gevezin                      |
| Glienke           | Warlin                              | Dorfkirche Glienke                      | MSE Koord.   | 18. Jahrh.                     | Putzbau | Dorfkirche Glienke                     |
| Glocksin          | Neuenkirchen                        | Dorfkirche Glocksin                     | MSE Koord.   | 19. Jahrh.                     | Fachwerk, 2003 saniert | Dorfkirche Glocksin                    |
| Goddin            | Ivenack                             | Kapelle Goddin                          | MSE Koord.   |                                | | Kapelle Goddin                         |
| Göhren            | Woldegk                             | Dorfkirche Göhren                       | MSE Koord.   | 15./19. Jahrh.                 | Feldstein, innen neogotisch | Kapelle in Göhren                      |
| Goldenbaum        | Wanzka                              | Dorfkirche Goldenbaum                   | MSE Koord.   | 20. Jahrh.                     | Backstein, neogotisch | Dorfkirche Goldenbaum                  |
| Golm              | Schönbeck                           | Dorfkirche Golm (Groß Miltzow)          | MSE Koord.   | 14. Jahrh.                     | Feldstein | Kirche in Golm                         |
| Grabow            | Wredenhagen                         | Dorfkirche Grabow                       | MSE Koord.   | 19. Jahrh. (1899)              | Ziegel, neugotischer Möckelbau |                                        |
| Gramelow          | Teschendorf                         | Dorfkirche Gramelow                     | MSE Koord.   | 19. Jahrh.                     | Putzbau, Rundbau mit Kuppeldach |                                        |
| Granzin           | Kratzeburg                          | Dorfkirche Granzin                      | MSE Koord.   | 19. Jahrh.                     | Backstein, neogotisch, geschnitztes Sakramentshaus 15. Jh. | Kirche Granzin                         |
| Grauenhagen       | Bredenfelde                         | Kapelle Grauenhagen                     | MSE Koord.   | 20. Jahrh.                     | Putzbau | Kapelle in Grauenhagen                 |
| Grischow          | Ivenack                             | Dorfkirche Grischow (Ivenack)           | MSE Koord.   | 19. Jahrh.                     | Putzbau mit Backsteinturm, neogotisch | Kapelle Grischow                       |
| Groß Dratow       | Schloen                             | Dorfkirche Groß Dratow                  | MSE Koord.   | 13. Jahrh.                     | Feldstein |                                        |
| Groß Flotow       | Groß Lukow                          | Dorfkirche Groß Flotow                  | MSE Koord.   | 19. Jahrh.                     | Backstein, neogotisch, dreiteilig. Fensterbild | Kirche Groß Flotow                     |
| Groß Gievitz      | Rittermannshagen/Groß Gievitz       | Dorfkirche Groß Gievitz                 | MSE Koord.   | 13. Jahrh.                     | Feldstein |                                        |
| Groß Lukow        | Groß Lukow                          | Dorfkirche Groß Lukow                   | MSE Koord.   | 14./19. Jahrh.                 | Backstein | Kirche Groß Lukow                      |
| Groß Nemerow      | Ballwitz                            | Dorfkirche Groß Nemerow                 | MSE Koord.   | 14. Jahrh.                     | Feldstein, Fachwerkturm |                                        |
| Groß Plasten      | Schloen                             | Dorfkirche Groß Plasten                 | MSE Koord.   | 20. Jahrh. (1901)              | Putzbau, Rundbau |                                        |
| Groß Quassow      | Strelitzer Land                     | Dorfkirche Groß Quassow                 | MSE Koord.   | 19. Jahrh.                     | Backstein |                                        |
| Groß Varchow      | Möllenhagen/Ankershagen             | Kirche Groß Varchow                     | MSE Koord.   | 15./18. Jahrh.                 | Backstein |                                        |
| Groß Vielen       | Penzlin-Mölln                       | Dorfkirche Groß Vielen                  | MSE Koord.   | 18. Jahrh.                     | Fachwerk | Kirche Groß Vielen                     |
| Grünow            | Wanzka                              | Dorfkirche Grünow                       | MSE Koord.   | 13. Jahrh.                     | Feldstein | Dorfkirche Grünow                      |
| Grüssow           | Grüssow/Satow                       | Dorfkirche Grüssow                      | MSE Koord.   | 13. Jahrh.                     | Feldstein |                                        |
| Helpt             | Kublank                             | Dorfkirche Helpt                        | MSE Koord.   | 14. Jahrh.                     | Feldstein | Kirche in Helpt                        |
| Hinrichshagen     | Bredenfelde                         | Dorfkirche Hinrichshagen                | MSE Koord.   | 15. Jahrh.                     | Feldstein | Dorfkirche Hinrichshagen               |
| Hohen Wangelin    | Hohen Wangelin u. Kirch Grubenhagen | Dorfkirche Hohen Wangelin               | MSE Koord.   | 15. Jahrh.                     | Backstein |                                        |
| Hohenzieritz      | Wanzka                              | Schlosskirche Hohenzieritz              | MSE Koord.   | 19. Jahrh.                     | Putzbau, rund mit Kuppeldecke, klassizistisch |                                        |
| Holzendorf        | Kublank                             | Dorfkirche Holzendorf                   | MSE Koord.   | 15. Jahrh.                     | Backstein | Kirche in Holzendorf                   |
| Ihlenfeld         | Neuenkirchen                        | Dorfkirche Ihlenfeld                    | MSE Koord.   | 19. Jahrh.                     | Feldstein, neogotisch | Dorfkirche Ihlenfeld                   |
| Ivenack           | Ivenack                             | Kirche Ivenack                          | MSE Koord.   | 19. Jahrh.                     | Putzbau, neoromanisch |                                        |
| Jabel             | Jabel und Vielist                   | Dorfkirche Jabel (Mecklenburg)          | MSE Koord.   | 15. Jahrh.                     | Backstein |                                        |
| Jatzke            | Eichhorst                           | Dorfkirche Jatzke                       | MSE Koord.   | 14. Jahrh.                     | Feldstein | Dorfkirche Jatke                       |
| Jürgenstorf       | Stavenhagen                         | Dorfkirche Jürgenstorf                  | MSE Koord.   | 18. Jahrh.                     | Fachwerk |                                        |
| Kambs             | Wredenhagen                         | Dorfkirche Kambs                        | MSE Koord.   | 13. Jahrh.                     | Feldstein |                                        |
| Kargow            | Waren St. Marien                    | Dorfkirche Kargow                       | MSE Koord.   |                                | Feldstein |                                        |
| Kastorf           | Mölln                               | Dorfkirche Kastorf                      | MSE Koord.   | 18. Jahrh.                     | Backstein | Dorfkirche Kastorf                     |
| Kieve             | Wredenhagen                         | Dorfkirche Kieve                        | MSE Koord.   | 17. Jahrh.                     | Putzbau, Holzturm |                                        |
| Kirch Grubenhagen | Hohen Wangelin u. Kirch Grubenhagen | Dorfkirche Kirch Grubenhagen            | MSE Koord.   | 13. Jahrh.                     | Feldstein |                                        |
| Kirch Poppentin   | Sietow                              | Dorfkirche Poppentin                    | MSE Koord.   | 14./19. Jahrh. (1822)          | Feldstein, Orgel von Lütkemüller 1833 |                                        |
| Kittendorf        | Kittendorf                          | Dorfkirche Kittendorf                   | MSE Koord.   | 13. Jahrh.                     | Feldstein |                                        |
| Klein Helle       | Mölln                               | Dorfkirche Klein Helle                  | MSE Koord.   | 18. Jahrh.                     | Fachwerk | Dorfkirche Klein Helle                 |
| Klein Plasten     | Schloen                             | Kirche Klein Plasten                    | MSE Koord.   | 18. Jahrh. (1731)              | Fachwerk |                                        |
| Klein Trebbow     | Strelitzer Land                     | Kapelle Klein Trebbow                   | MSE Koord.   | 15. Jahrh.                     | Backstein | Kapelle Klein Trebbow                  |
| Klink             | Sietow                              | Dorfkirche Klink                        | MSE Koord.   | 18. Jahrh. (1742)              | Backstein, ohne Turm |                                        |
| Klockow           | Schwichtenberg-Gehren               | Dorfkirche Klockow                      | MSE Koord.   | 14. Jahrh.                     | Feldstein, Altaraufsatz 1709 mit geschnitzten Reliefs vom Anfang des 16. Jahrhunderts                                                                                             | Kirche Klockow                         |
| Kotelow           | Schwichtenberg-Gehren               | Dorfkirche Kotelow                      | MSE Koord.   | 14. Jahrh.                     | Feldstein, sehenswerter Schnitzaltar | Kirche Kotelow                         |
| Kraase            | Möllenhagen/Ankershagen             | Dorfkirche Kraase                       | MSE Koord.   | 13. Jahrh.                     | Feldstein | Kirche Kraase                          |
| Kratzeburg        | Kratzeburg                          | Dorfkirche Kratzeburg                   | MSE Koord.   | 18. Jahrh.                     | Fachwerk | Kirche Kratzeburg                      |
| Kreckow           | Woldegk                             | Dorfkirche Kreckow                      | MSE Koord.   | 14. Jahrh.                     | Feldstein | Kirche in Kreckow                      |
| Krukow            | Penzlin                             | Dorfkirche Krukow                       | MSE Koord.   | 19. Jahrh.                     | Feldstein, klassiz. Giebel Backstein | Dorfkirche Krukow                      |
| Krumbeck          | Bredenfelde                         | Dorfkirche Krumbeck                     | MSE Koord.   | 14. Jahrh.                     | Feldstein | Dorfkirche Krumbeck                    |
| Krümmel (Lärz)    | Schwarz/Lärz                        | Dorfkirche Krümmel                      | MSE Koord.   | 19. Jahrh.                     | Backstein, neogotisch |                                        |
| Kublank           | Kublank                             | Dorfkirche Kublank                      | MSE Koord.   | 14./20. Jahrh.                 | Feldstein | Dorfkirche Kublank                     |
| Lärz              | Schwarz/Lärz                        | Dorfkirche Lärz                         | MSE Koord.   | 18. Jahrh.                     | Fachwerk |                                        |
| Lapitz            | Penzlin                             | Dorfkirche Lapitz                       | MSE Koord.   | 20. Jahrh.                     | Putzbau, Fensterbild 1914, spätgot. Schnitzaltar | Dorfkirche Lapitz                      |
| Leizen            | Massow                              | Dorfkirche Leizen                       | MSE Koord.   | 18. Jahrh.                     | Feldstein, Ziegel, spätromanisch |                                        |
| Leppin            | Alt Käbelich                        | Dorfkirche Leppin (Lindetal)            | MSE Koord.   | 14. Jahrh.                     | Feldstein, Backsteinturm | Dorfkirche Leppin                      |
| Leussow           | Alt Käbelich                        | Dorfkirche Leussow                      | MSE Koord.   |                                | |                                        |
| Lexow             | Grüssow/Satow                       | Dorfkirche Lexow                        | MSE Koord.   | 17./19. Jahrh.                 | Feldstein |                                        |
| Lichtenberg       | Bredenfelde                         | Dorfkirche Lichtenberg                  | MSE Koord.   | 14. Jahrh.                     | Feldstein (verputzt) | Dorfkirche Lichtenberg                 |
| Liepen            | Eichhorst                           | Dorfkirche Liepen                       | MSE Koord.   | 19. Jahrh.                     | Backstein, neugotisch | Dorfkirche Liepen (Gemeinde Eichhorst) |
| Liepen            | Wanzka                              | Dorfkirche Liepen                       | MSE Koord.   | 15. Jahrh.                     | Backstein | Kirche Liepen (Gemeinde Klein Vielen)  |
| Lindow            | Kublank                             | Dorfkirche Lindow                       | MSE Koord.   | 14. Jahrh.                     | Feldstein | Kirche in Lindow                       |
| Loitz             | Teschendorf                         | Dorfkirche Loitz                        | MSE Koord.   | 13. Jahrh.                     | Feldstein |                                        |
| Ludorf            | St. Nicolai Röbel                   | Dorfkirche Ludorf                       | MSE Koord.   | 14. Jahrh.                     | Backstein |                                        |
| Luplow            | Kittendorf                          | Dorfkirche Luplow                       | MSE Koord.   | 15. Jahrh.                     | Feldstein | Dorfkirche Luplow                      |
| Lübbersdorf       | Friedland                           | Dorfkirche Lübbersdorf                  | MSE Koord.   | 13. Jahrh.                     | Feldstein, verputzt | Kirche Lübbersdorf                     |
| Lübkow            | Penzlin                             | Dorfkirche Lübkow                       | MSE Koord.   | 19. Jahrh.                     | Backstein | Kirche Lübkow                          |
| Lütgendorf        | Hohen Wangelin u. Kirch Grubenhagen | Dorfkirche Lütgendorf                   | MSE Koord.   | 13. Jahrh.                     | Feldstein |                                        |
| Lüttenhagen       | Wanzka                              | Dorfkirche Lüttenhagen                  | MSE Koord.   | 17. Jahrh.                     | Fachwerk | Dorfkirche Lüttenhagen                 |
| Malchow           | Malchow                             | Stadtkirche Malchow                     | MSE Koord.   | 19. Jahrh. (1873)              | kreuzförmiger Backsteinbau mit dekorativen Maßwerkfriesen und Kaffgesimsen und vorgesetztem Westturm, 1870–1873 errichtet. Im Innern hölzerne Gewölbe.                            |                                        |
| Malchow           | Malchow                             | Klosterkirche Malchow                   | MSE Koord.   | 19. Jahrh. (1890)              | Backstein |                                        |
| Mallin            | Wulkenzin-Breesen                   | Dorfkirche Mallin                       | MSE Koord.   | 18. Jahrh.                     | Putzbau | Dorfkirche Mallin                      |
| Marihn            | Groß Lokow                          | Dorfkirche Marihn                       | MSE Koord.   | 20. Jahrh.                     | Backstein, neogotisch | Kirche Marihn                          |
| Massow            | Massow                              | Dorfkirche Massow                       | MSE Koord.   | 19. Jahrh. (1843)              | Feldstein |                                        |
| Mechow            | Wanzka                              | Dorfkirche Mechow                       | MSE Koord.   | 13. Jahrh.                     | Feldstein | Dorfkirche Mechow                      |
| Melz              | Wredenhagen                         | Dorfkirche Melz                         | MSE Koord.   | 19. Jahrh. (1816)              | Putzbau |                                        |
| Mildenitz         | Woldegk                             | Dorfkirche Mildenitz                    | MSE Koord.   | 18. Jahrh.                     | Fachwerk | Kirche in Mildenitz                    |
| Mirow             | Mirow                               | Johanniterkirche Mirow                  | MSE Koord.   | 14./18. Jahrh.                 | Backstein |                                        |
| Mollenstorf       | Groß Lukow                          | Dorfkirche Mollenstorf                  | MÜR Koord.   | 14. Jahrh.                     | Backstein | Kirche Mollenstorf                     |
| Möllenbeck        | Wanzka                              | Dorfkirche Möllenbeck (bei Neustrelitz) | MSE Koord.   | 14. Jahrh.                     | Feldstein | Dorfkirche Möllenbeck                  |
| Möllenhagen       | Möllenhagen/Ankershagen             | Dorfkirche Möllenhagen                  | MSE Koord.   | 17. Jahrh.                     | Backstein mit Fachwerkgiebeln | Kirche Möllenhagen                     |
| Mölln             | Mölln                               | Dorfkirche Mölln                        | MSE Koord.   | 15. Jahrh.                     | Backstein | Dorfkirche Mölln                       |
| Neddemin          | Neddemin                            | Dorfkirche Neddemin                     | MSE Koord.   | 14. Jahrh.                     | Feldstein |                                        |
| Neetzka           | Kublank                             | Dorfkirche Neetzka                      | MSE Koord.   |                                | Feldstein | Kirche in Neetzka                      |
| Neu Käbelich      | Alt Käbelich                        | Kapelle Neu Käbelich                    | MSE Koord.   | 20. Jahrh.                     | Putzbau |                                        |
| Neubrandenburg    | Johannisgemeinde                    | Johanniskirche Neubrandenburg           | MSE Koord.   | 14./19. Jahrh.                 | Backstein/Feldstein, ehem. Klosterkirche |                                        |
| Neubrandenburg    | Michaelsgemeinde                    | Gemeindezentrum St. Michael             | MSE Koord.   | 20. Jahrh.                     | Putzbau, Bartningkirche | St. Michael Neubrandenburg             |
| Neubrandenburg    | Friedensgemeinde                    | Gemeindezentrum Oststadt                | MSE Koord.   | 20. Jahrh.                     | Putzbau | Friedenskirche Neubrandenburg-Oststadt |
| Neuendorf         | Wulkenzin-Breesen                   | Dorfkirche Neuendorf                    | MSE Koord.   | 20. Jahrh.                     | Putzbau | Dorfkirche Neuendorf                   |
| Neuenkirchen      | Neuenkirchen                        | Dorfkirche Neuenkirchen                 | MSE Koord.   | 14. Jahrh.                     | Feldstein | Dorfkirche Neuenkirchen                |
| Neustrelitz       | Strelitzer Land                     | St.-Georgs-Kirche Strelitz Alt          | MSE Koord.   | 20. Jahrh.                     | Putzbau |                                        |
| Neustrelitz       | Strelitzer Land                     | Stadtkirche Neustrelitz                 | MSE Koord.   | 18. Jahrh.                     | Backstein |                                        |
| Neustrelitz       | Neustrelitz-Kiefernheide            | Kirche Neustrelitz-Kiefernheide         | MSE Koord.   | 20. Jahrh. (1998)              | verputzt, Inneneinrichtung aus Holz |                                        |
| Neustrelitz       |                                     | Schlosskirche Neustrelitz               | MSE Koord.   | 19. Jahrh. (1859)              | Backstein, Buttel-Bau, wird nicht mehr als Kirche genutzt |                                        |
| Neverin           | Neuenkirchen                        | Dorfkirche Neverin                      | MSE Koord.   | 13./18. Jahrh.                 | Feldstein | Dorfkirche Neverin                     |
| Nossentin         | Malchow                             | Dorfkirche Nossentin                    | MSE Koord.   | 19. Jahrh.                     | Backstein |                                        |
| Pasenow           | Woldegk                             | Dorfkirche Pasenow                      | MSE Koord.   | 15. Jahrh.                     | Feldstein | Kirche in Pasenow                      |
| Passentin         | Wulkenzin-Breesen                   | Dorfkirche Passentin                    | MSE Koord.   | 18. Jahrh.                     | Fachwerk | Dorfkirche Passentin                   |
| Peckatel          | Wanzka                              | Dorfkirche Peckatel                     | MSE Koord.   | 19. Jahrh.                     | Feldstein, neogotisch | Kirche Peckatel                        |
| Penzlin           | Penzlin                             | Stadtkirche Penzlin                     | MSE Koord.   | 14./19. Jahrh.                 | Backstein, innen neogotisch |                                        |
| Petersdorf        | Alt Käbelich                        | Dorfkirche Petersdorf                   | MSE Koord.   | 15. Jahrh.                     | Feldstein, Backsteinturm |                                        |
| Pinnow            | Wulkenzin-Breesen                   | Dorfkirche Pinnow                       | MSE Koord.   | 18. Jahrh.                     | Fachwerk | Dorfkirche Pinnow                      |
| Plath             | Alt Käbelich                        | Dorfkirche Plath                        | MSE Koord.   | 14./19. Jahrh. Turm von Buttel | Feldstein, Backsteinturm | Dorfkirche Plath                       |
| Podewall          | Neddemin                            | Dorfkirche Podewall                     | MSE Koord.   |                                | | Dorfkirche Podewall                    |
| Pragsdorf         | Warlin                              | Dorfkirche Pragsdorf                    | MSE Koord.   | 14. Jahrh.                     | Feldstein |                                        |
| Priborn           | Vipperow                            | Dorfkirche Priborn                      | MSE Koord.   | 19. Jahrh.                     | Ziegelbau, neogotisch |                                        |
| Priepert          | Wesenberg                           | Dorfkirche Priepert                     | MSE Koord.   | 18. Jahrh.                     | Fachwerk | Dorfkirche Priepert                    |
| Prillwitz         | Wanzka                              | Dorfkirche Prillwitz                    | MSE Koord.   | 19. Jahrh.                     | Backstein |                                        |
| Quadenschönfeld   | Wanzka                              | Dorfkirche Quadenschönfeld              | MSE Koord.   | 15. Jahrh.                     | Feldstein | Dorfkirche Quadenschönfeld             |
| Quastenberg       | Burg Stargard                       | Dorfkirche Quastenberg                  | MSE Koord.   | 19. Jahrh.                     | Backstein, Buttel-Bau |                                        |
| Rattey            | Schönbeck                           | Dorfkirche Rattey                       | MSE Koord.   | 13. Jahrh.                     | Feldstein | Kirche in Rattey                       |
| Rechlin Nord      | Rechlin                             | Kirche Rechlin                          | MSE Koord.   | 19. Jahrh. (1832)              | Putzbau, ehem. Garnisonskirche |                                        |
| Rehberg           | Bredenfelde                         | Dorfkirche Rehberg                      | MSE Koord.   | 18. Jahrh.                     | Fachwerk | Dorfkirche Rehberg                     |
| Ritzerow          | Ivenack                             | Dorfkirche Ritzerow                     | MSE Koord.   | 19. Jahrh.                     | Feldstein, mit Backstein | Dorfkirche Ritzerow                    |
| Röbel/Müritz      | Röbel                               | Marienkirche Röbel                      | MSE Koord.   | 13. Jahrh.                     | Backstein |                                        |
| Röbel/Müritz      | Röbel                               | Nicolaikirche Röbel                     | MSE Koord.   | 13. Jahrh.                     | Backstein |                                        |
| Rödlin            | Wanzka                              | Dorfkirche Rödlin                       | MSE Koord.   | 19. Jahrh.                     | Putzbau, klassizistisch | Dorfkirche Rödlin                      |
| Roga              | Schwanbeck                          | Dorfkirche Roga                         | MSE Koord.   | 13. Jahrh.                     | Feldstein, Ruine im Aufbau befindlich | Dorfkirche Roga                        |
| Roggenhagen       | Staven                              | Dorfkirche Roggenhagen                  | MSE Koord.   | 13. Jahrh.                     | Feldstein | Dorfkirche Roggenhagen                 |
| Roggentin         | Schillersdorf                       | Dorfkirche Roggentin                    | MSE Koord.   | 20. Jahrh.                     | Putzbau, freistehender Glockenstuhl | Kapelle Roggentin                      |
| Rosenow           | Mölln                               | Dorfkirche Rosenow                      | MSE Koord.   | 18. Jahrh.                     | Putzbau | Dorfkirche Rosenow                     |
| Rossow            | Staven                              | Dorfkirche Rossow                       | MSE Koord.   | 13. Jahrh.                     | Feldstein | Dorfkirche Rossow                      |
| Rottmannshagen    |                                     | Dorfkirche Rottmannshagen               | MSE Koord.   | 14. Jahrh.                     | Feldstein |                                        |
| Rowa              | Ballwitz                            | Dorfkirche Rowa                         | MSE Koord.   | 15./17. Jahrh.                 | Feldstein |                                        |
| Rumpshagen        | Möllenhagen/Ankershagen             | Dorfkirche Rumpshagen                   | MSE Koord.   | 18. Jahrh.                     | Putzbau | Kirche Rumpshagen                      |
| Rühlow            | Warlin                              | Dorfkirche Rühlow                       | MSE Koord.   | 16. Jahrh.                     | Feldstein | Dorfkirche Rühlow                      |
| Sabel             | Burg Stargard                       | Dorfkirche Sabel                        | MSE Koord.   | 18. Jahrh.                     | Putzbau | Dorfkirche Sabel                       |
| Sadelkow          | Warlin                              | Dorfkirche Sadelkow                     | MSE Koord.   | 15./19. Jahrh.                 | Feldstein, Westwerk Backstein |                                        |
| Salow             | Friedland                           | Dorfkirche Salow                        | MSE Koord.   | 13. Jahrh.                     | Feldstein | Kirche Salow                           |
| Sandhagen         | Schwichtenberg-Gehren               | Dorfkirche Sandhagen                    | MSE Koord.   | 14. Jahrh.                     | Feldstein | Kirche Sandhagen                       |
| Satow             | Grüssow/Satow                       | Dorfkirche Satow                        | MSE Koord.   | 13. Jahrh.                     | Feldstein/Backstein |                                        |
| Schillersdorf     | Schillersdorf                       | Gemeindezentrum Schillersdorf           | MSE Koord.   | 19./20. Jahrh.                 | Backstein, nur Turm | Dorfkirche Schillersdorf               |
| Schloen           | Schloen                             | Dorfkirche Schloen                      | MSE Koord.   | 13. Jahrh.                     | Feldstein |                                        |
| Schönbeck         | Schönbeck                           | Dorfkirche Schönbeck                    | MSE Koord.   | 13. Jahrh.                     | Feldstein | Kirche in Schönbeck                    |
| Schönhausen       | Schönbeck                           | Dorfkirche Schönhausen                  | MSE Koord.   | 18. Jahrh.                     | Fachwerk | Kirche Schönhausen                     |
| Schwanbeck        | Schwanbeck                          | Dorfkirche Schwanbeck                   | MSE Koord.   | 14. Jahrh.                     | Feldstein, Sauer-Orgel | Kirche Schwanbeck                      |
| Schwandt          | Mölln                               | Dorfkirche Schwandt                     | MSE Koord.   | 18. Jahrh.                     | Putzbau | Dorfkirche Schwandt                    |
| Schwarz           | Schwarz/Lärz                        | Dorfkirche Schwarz                      | MSE Koord.   | 18. Jahrh.                     | Backstein | Dorfkirche Schwarz                     |
| Schwichtenberg    | Schwichtenberg-Gehren               | Dorfkirche Schwichtenberg               | MSE Koord.   | 14. Jahrh.                     | Feldstein | Kirche Schwichtenberg                  |
| Sietow Dorf       | Sietow                              | Dorfkirche Sietow                       | MSE Koord.   | 13. Jahrh.                     | Backstein |                                        |
| Sommerstorf       | Jabel und Vielist                   | Dorfkirche Sommerstorf                  | MSE Koord.   | 14. Jahrh.                     | Feldstein/Backstein |                                        |
| Speck             | Waren St. Marien                    | Dorfkirche Speck                        | MSE Koord.   | 19. Jahrh. (1877)              | Ziegelbau, Backsteinfriese und Rosettenfenster, Glocke im aufgesetzten Dachreiter mit achtseitiger Spitze, 1998 renoviert                                                         |                                        |
| Sponholz          | Warlin                              | Dorfkirche Sponholz                     | MSE Koord.   | 18. Jahrh.                     | Fachwerk |                                        |
| Staven            | Staven                              | Dorfkirche Staven                       | MSE Koord.   | 13. Jahrh.                     | Feldstein | Dorfkirche Staven                      |
| Stavenhagen       | Stavenhagen                         | Stadtkirche Stavenhagen                 | MSE Koord.   | 18. Jahrh.                     | Backstein |                                        |
| Strasen           | Wesenberg                           | Dorfkirche Strasen                      | MSE Koord.   | 18. Jahrh.                     | Fachwerk |                                        |
| Sülten            | Kittendorf                          | Dorfkirche Sülten                       | MSE Koord.   | 19. Jahrh.                     | Backstein, neogotisch | Dorfkirche Sülten                      |
| Tarnow            | Mölln                               | Dorfkirche Tarnow                       | MSE Koord.   | 18. Jahrh.                     | Fachwerk | Dorfkirche Tarnow                      |
| Teschendorf       | Teschendorf                         | Dorfkirche Teschendorf                  | MSE Koord.   | 13. Jahrh.                     | Feldstein |                                        |
| Thurow            | Wanzka                              | Dorfkirche Thurow                       | MSE Koord.   | 18. Jahrh.                     | Fachwerk | Dorfkirche Thurow                      |
| Triepkendorf      | Wanzka                              | Dorfkirche Triepkendorf                 | MSE Koord.   | 13. Jahrh.                     | Feldstein | Dorfkirche Triepkendorf                |
| Trollenhagen      | Neddemin                            | Dorfkirche Trollenhagen                 | MSE Koord.   | 14. Jahrh.                     | Feldstein | Dorfkirche Trollenhagen                |
| Userin            | Strelitzer Land                     | Dorfkirche Userin                       | MSE Koord.   | 18. Jahrh.                     | Fachwerk |                                        |
| Varchentin        | Schloen                             | Dorfkirche Varchentin                   | MSE Koord.   | 13. Jahrh.                     | Backstein |                                        |
| Vielist           | Jabel und Vielist                   | Dorfkirche Vielist                      | MSE Koord.   | 13. Jahrh.                     | Feldstein/Fachwerk |                                        |
| Vietzen           | Rechlin                             | Kirche Vietzen                          | MSE Koord.   | 20. Jahrh. (1968)              | Baracke |                                        |
| Vipperow          | Vipperow                            | Dorfkirche Vipperow                     | MSE Koord.   | 13. Jahrh.                     | Feldstein, spätromanisch, Südportal mit Spitzbogenschluss und Dreieinigkeitsfenster, Chorgiebel mit getreppten Spitzbogenblenden, Sakristei 15. Jh., Wandmalereien, Altar um 1500 |                                        |
| Voigtsdorf        | Schönbeck                           | Dorfkirche Voigtsdorf                   | MSE Koord.   | 19. Jahrh.                     | Feldstein mit Backstein, neugotischer Buttel-Bau | Kirche in Voigtsdorf                   |
| Walow             | Grüssow/Satow                       | Dorfkirche Walow                        | MSE Koord.   | 19. Jahrh.                     | Fachwerk |                                        |
| Wanzka            | Wanzka                              | Klosterkirche Wanzka                    | MSE Koord.   | 13. Jahrh.                     | Backstein |                                        |
| Warbende          | Wanzka                              | Dorfkirche Warbende                     | MSE Koord.   | 13. Jahrh.                     | Feldstein | Dorfkirche Warbende                    |
| Waren (Müritz)    | Waren St. Georgen                   | Georgenkirche Waren                     | MSE Koord.   | 13. Jahrh.                     | Backstein |                                        |
| Waren (Müritz)    | Waren St. Marien                    | Marienkirche Waren                      | MSE Koord.   | 13. Jahrh.                     | Backstein |                                        |
| Warlin            | Warlin                              | Dorfkirche Warlin                       | MSE Koord.   | 13. Jahrh.                     | Feldstein | Dorfkirche Warlin                      |
| Watzkendorf       | Wanzka                              | Dorfkirche Watzkendorf                  | MSE Koord.   | 15. Jahrh.                     | Feldstein mit Backstein | Dorfkirche Watzkendorf                 |
| Weisdin           | Wanzka                              | Dorfkirche Weisdin                      | MSE Koord.   | 18. Jahrh.                     | Putzbau, Oktogon |                                        |
| Weitin            | Weitin                              | Dorfkirche Weitin                       | MSE Koord.   | 14. Jahrh.                     | Feldstein, Backsteinturm 19. Jh. von Buttel |                                        |
| Wendisch Priborn  | Stuer                               | Dorfkirche Wendisch Priborn             | LUP Koord.   | 17. Jahrh.                     | Fachwerk |                                        |
| Wesenberg         | Wesenberg                           | Stadtkirche Wesenberg                   | MSE Koord.   | 15. Jahrh.                     | Backstein, älterer Feldsteinchor |                                        |
| Wittenborn        | Schwichtenberg-Gehren               | Dorfkirche Wittenborn                   | MSE Koord.   | 18. Jahrh.                     | Putzbau | Kirche Wittenborn                      |
| Wittenhagen       | Feldberg                            | Dorfkirche Wittenhagen                  | MSE Koord.   | 18. Jahrh.                     | Putzbau, Oktogon | Dorfkirche Wittenhagen                 |
| Woggersin         | Wulkenzin-Breesen                   | Dorfkirche Woggersin                    | MSE Koord.   | 18. Jahrh.                     | Fachwerk | Dorfkirche Woggersin                   |
| Wokuhl            | Strelitzer Land                     | Dorfkirche Wokuhl                       | MSE Koord.   | 18. Jahrh.                     | Putzbau | Dorfkirche Wokuhl                      |
| Wolde             | Ivenack                             | Dorfkirche Wolde                        | MSE Koord.   | 19. Jahrh.                     | Putzbau | Dorfkirche Wolde                       |
| Woldegk           | Woldegk                             | Petrikirche Woldegk                     | MSE Koord.   | 15. Jahrh.                     | Backstein |                                        |
| Wredenhagen       | Wredenhagen                         | Dorfkirche Wredenhagen                  | MSE Koord.   | 19. Jahrh. (1802)              | Putzbau |                                        |
| Wrodow            | Mölln                               | Dorfkirche Wrodow                       | MSE Koord.   | 18. Jahrh.                     | Fachwerk (verputzt) | Dorfkirche Wrodow                      |
| Wulkenzin         | Wulkenzin-Breesen                   | Dorfkirche Wulkenzin                    | MSE Koord.   | 19. Jahrh.                     | Backstein, Buttel-Bau |                                        |
| Wustrow           | Wesenberg                           | Dorfkirche Wustrow                      | MSE Koord.   | 19. Jahrh.                     | Backstein |                                        |
| Zachow            | Ballwitz                            | Dorfkirche Zachow (Groß Nemerow)        | MSE Koord.   | 17. Jahrh.                     | Fachwerk |                                        |
| Zahren            | Penzlin-Mölln                       | Dorfkirche Zahren                       | MSE Koord.   | 13. Jahrh.                     | Feldstein | Kirche Zahren                          |
| Zepkow            | Wredenhagen                         | Dorfkirche Zepkow                       | MSE Koord.   | 13. Jahrh.                     | Feldstein/Ziegel |                                        |
| Zielow            | Vipperow                            | Dorfkirche Zielow                       | MSE Koord.   | 19. Jahrh. (1834)              | Fachwerk |                                        |
| Zierke            | Strelitzer Land                     | Dorfkirche Zierke                       | MSE Koord.   | 19. Jahrh.                     | Backstein, Buttel-Bau |                                        |
| Zirtow            | Mirow                               | Dorfkirche Zirtow                       | MSE Koord.   | 18. Jahrh.                     | Fachwerk |                                        |
| Zirzow            | Wulkenzin-Breesen                   | Dorfkirche Zirzow                       | MSE Koord.   | 15. Jahrh.                     | Feldstein |                                        |
| Zislow            | Grüssow/Satow                       | Dorfkirche Zislow                       | MSE Koord.   | 18. Jahrh.                     | Fachwerk |                                        |
| Zwiedorf          | Ivenack                             | Dorfkirche Zwiedorf                     | MSE Koord.   | 13. Jahrh.                     | Backstein | Dorfkirche Zwiedorf                    |